# S100Z
S100Z (англ. S100 calcium binding protein Z) – білок, який кодується однойменним геном, розташованим у людей на 5-й хромосомі. Довжина поліпептидного ланцюга білка становить 99 амінокислот, а молекулярна маса — 11 620.
| 10         |  | 20         |  | 30         |  | 40         |  | 50         |
| ---------- |  | ---------- |  | ---------- |  | ---------- |  | ---------- |
| MPTQLEMAMD |  | TMIRIFHRYS |  | GKERKRFKLS |  | KGELKLLLQR |  | ELTEFLSCQK |
| ETQLVDKIVQ |  | DLDANKDNEV |  | DFNEFVVMVA |  | ALTVACNDYF |  | VEQLKKKGK  |

A: Аланін

C: Цистеїн

D: Аспарагінова кислота

E: Глутамінова кислота

F: Фенілаланін

G: Гліцин

H: Гістидин

I: Ізолейцин

K: Лізин

L: Лейцин

M: Метіонін

N: Аспарагін

P: Пролін

Q: Глутамін

R: Аргінін

S: Серин

T: Треонін

V: Валін

Білок має сайт для зв'язування з іонами металів, іоном кальцію. 